# WJLA-TV
WJLA-TV（チャンネル7）は、アメリカ・ワシントンD.C.にあるABC提携のテレビ局。シンクレア・ブロードキャスト・グループの2つの旗艦放送局（ボルチモアのFOX/マイネットワークTV提携局WBFF[チャンネル45]と並ぶ）のうちの1つであり、バージニア州ウッドストックの認可を受けた低電力クラスAのTBD放送局WDCO-CD（チャンネル10）及びローカルケーブルチャンネル「WJLA 24/7 News」の姉妹局でもある。WJLA-TVのスタジオはバージニア州アーリントンのロズリン地区のウィルソン・ブールバード（Wilson Boulevard）にあり、送信所はワシントン北西部のテンリータウン地区にある。

## 歴史
コロンビア特別区の3番目のテレビ局は、WMALラジオ（630 AM、現：WSBN、及び107.3 FM、現：WLVW）と共に、「ワシントン・スター」所有の「WTVW」として1947年10月3日に放送を開始した。これは、アメリカ初のハイバンドVHFテレビ局（チャンネル7～13）だった。数ヶ月後、コールレターをラジオ姉妹局の名前に因んで「WMAL-TV」に変更した。WMALラジオは1933年以来NBCブルー・ネットワークの加盟局であり、NBCによって分離されてABCに発展した後も同ネットワークに残った。しかし、ABCがまだテレビネットワークを確立していなかったため、チャンネル7はCBS放送局としてスタートした。1948年にABCがテレビ放送を開始すると、WMAL-TVはABCの3番目の主要加盟局となり、1949年にWOIC（チャンネル9、現：WUSA）が開局するまで、一部のCBS番組を放送し続けた。1950年代後半には、短期間NTAフィルム・ネットワークにも加盟した。
1975年、ヒューストンの実業家で、今は亡きワシントンに本拠を置くリッグス銀行のオーナーであるジョー・オルブリットンは、「スター」のメディア資産の支配権を購入し、その時点でバージニア州リンチバーグのWLVAラジオとWLVA-TV、サウスカロライナ州チャールストンのWCIVも含まれていた。買収の条件として、オルブリットンには、連邦通信委員会（FCC）がメディア所有権集中政策の強化の下で禁止しようとしていたワシントンの新聞と放送の統合を解消するための3年間が与えられた。WMAL-TVは、ABCが1977年3月にWMALラジオを買収した際に、姉妹ラジオから初めて分離された。当時のFCCの規制により、個別に所有する放送局が同じコールサインを共有することが禁止されていたため、WMAL-TVは4月25日にオルブリットンのイニシャル（Joe L. Allbritton）に因んで「WJLA-TV」となった。1977年4月、オルブリットンはオクラホマシティのKOCO-TVと引き換えに放送局をコンバインド・コミュニケーションズ・コーポレーションに譲渡する契約を交渉したが、FCCの承認を得たにもかかわらず土壇場での複雑な問題により契約を中止した。代わりにオルブリットンは1978年1月に「ワシントン・スター」をタイムに売却し（同紙は1981年に廃刊となる）、WJLA-TVとリンチバーグとチャールストンのテレビ局を後にオルブリットン・コミュニケーションズとして保持した。
1990年代半ば以降、ABCがWJLA-TVを買収し、元の姉妹ラジオ局と事実上再統合するのではないかという噂が広まった。実際、1998年夏、ABCの親会社であるウォルト・ディズニー・カンパニーは、オルブリットン・コミュニケーションズの買収について話し合ったが、売却契約は実現なかった。ABCは最終的に、WMALとそのFM姉妹局（当時はWRQX）を含むラジオ資産の殆どを2007年6月にシタデル・ブロードキャスティング・コーポレーションに売却した。それでも、WJLAはオルブリットンがABCネットワークと独占提携契約を結んでいたため、オルブリットンの所有権の下でABC加盟局であり続けた。ボルチモアのWJZ-TVが1995年にCBSに切り替えた後、WJLA-TVはABCで最も長く存続するテレビ加盟局となった。
2002年8月、オルブリットンはNews Channel 8をWJLA-TVのニュース部門と合併し、その結果一部のスタッフが解雇された。統合された組織は、アーリントンのロズリン地区にあるオフィス複合施設に移転した。News Channel 8は元々バージニア州スプリングフィールドに拠点を置いていた。
2008年7月の時点で、気象学者のダグ・ヒル（Doug Hill）の下で独立した気象チャンネル「Weather Now」を運営していた。2008年7月28日まで、地域住民が作成した5分間のビデオコーナーを特集した「Local Point TV」を7.2で提供していた。コミュニティリレーションズディレクターのアビー・フェントン（Abby Fenton）は、メディア業界誌「ブロードキャスティング&ケーブル」のインタビューで、「当放送局は『Local Point』の番組を気に入っており、他にどこが適合するかを検討している」と語った。レトロ・テレビジョン・ネットワーク（Retro Television Network、「レトロTV」）がLocal Point TVを置き換えた。
2008年10月下旬、地元の低電力局WWTD-LPで同時放送を開始した。同局はデジタル移行後もWJLA-TVのアナログフィードを放送し続けた。2009年7月下旬、The Local AccuWeather Channelのローカル制作の「WeatherNow」チャンネルを、「Doug Hill's WeatherNow」ブランドの2番目のサブチャンネルから削除した。2012年3月13日、Local AccuWeather Channelを廃止し、自局の気象学者による予報を支持した。それに伴い、チャンネル名も「ABC7's WeatherNow」に少し変更になった。
2012年5月1日、同年7月1日にRTVに代わって、ディズニー/ABC所有のライブ・ウェル・ネットワークをデジタルサブチャンネル7.3に追加すると発表した。2013年3月1日に、WeatherNowに代わって、WJLA-TVの2番目のサブチャンネルで、競合するクラシックのデジタル放送テレビネットワークであるMeTVの配信を開始した。

### シンクレアの所有権
2013年5月1日、オルブリットンが政治ウェブサイト「ポリティコ」の運営により重点を置くため、テレビ局の売却を計画しているとの報道が浮上した。オルブリットンはほぼ3ヶ月後、自社の全ての放送局を9億8,500万ドルでシンクレア・ブロードキャスト・グループに売却すると発表した。1年近くの遅れを経て、この取引は2014年7月24日にFCCによって承認された。取引は同年8月1日に完了した。
2番目のデジタルサブチャンネルは、アメリカン・スポーツ・ネットワークの初期ではあるが二次系列であり、2014年8月30日に最初の放送が行われた。WJLAはサブチャンネルをシンクレア所有のデジタルネットワーク、.2でチャージ!、.3でコメット、.4でTBDに切り替えた。7月24日火曜日にNewsChannel 8のブランドを「WJLA 24/7 News」に変更し、放送局WJLA-TVのコールレターとさらに一致させた。

## ロゴ・画像
1970年以来、WMAL-TV/WJLA-TVは、長い間主にチャンネル7にあるABC加盟局と関連付けられてきた「サークル7」ロゴのバリエーションを使用している。1970年から2001年まで、WMAL-TV/WJLA-TVは、円に合わせて「7」を変更した独自のバージョンのロゴを使用した。1984年にはマイナーアップデートが行われ、「7」の端が丸くなっていたが、後にオーストラリアのセブン・ネットワークで使用されるロゴのように、シャープで真っ直ぐなエッジを使用するように変更された。このバージョンのロゴは、おそらくワシントンのテレビの歴史の中で最も長く継続的に使用され続けた数字のロゴだった。唯一の実質的な変更は1998年に行われ、オンエアで「ABC 7」と呼ばれるようになり、左側にABCロゴが追加された。2001年、標準バージョンの「サークル7」ロゴを採用し、ABCがWJLAを買収するのではないかという憶測が高まったが、この取引は決して実現しなかった。WJLA-TVは、ABC直営局ではない「サークル7」を利用するABC提携局としては最大手である。さらに、アーカンソー州リトルロックの姉妹局KATVは1960年代から標準の「サークル7」を使用しており、これは全てのWJLA-TVバージョンを合わせたよりも長く使用されている。

## 番組

### スポーツ番組
1984年9月から、ジェファーソン＝パイロット・コミュニケーションズが運営し、最終的にはレイコム・スポーツと共同制作したシンジケートネットワークに沿った、アトランティック・コースト・カンファレンスフットボールと男子バスケットボールのワシントン地域加盟局となった。これらの試合は後にWDCA（チャンネル20）に移行した。
2014シーズン、シンクレアのアメリカン・スポーツ・ネットワークを通じて追加のカレッジフットボールの試合の放送を開始した。
2015年、メジャーリーグサッカーのD.C. ユナイテッドはシンクレア・ブロードキャスト・グループと新たな複数年契約を結び、CSNミッドアトランティックの後継となるWJLA-TVとNewsChannel 8（現：WJLA 24/7 News）で地域テレビ放映されるチームの全試合を放送することになった。ユナイテッドの試合のテレビ中継は2021年にNBCスポーツ・ワシントン（NBC Sports Washington）に戻り、2023年に全てのMLS生中継がMLSシーズンパスに移行するまでそのままだった。

### ニュース業務
現在、毎週合計34時間55分の地元制作ニュース番組を放送している（平日は6時間35分、土日は各1時間）。WJLAにはワシントン地域最大のニュースチームがあり、約40人の放送スタッフが含まれている。WJLA-TVは、オルブリットン・コミュニケーションズ放送局グループの旗艦局として、ニュース収集サービスを通じてオルブリットン放送局グループの全てのニュースリポートを提供した。
2001年以前、WJLA-TVのニュース番組は長らく市場のニュース視聴率でWUSAとNBC所有のWRC-TVに次ぐ3位に位置していた。WUSAで長年アンカーを務めたモーリーン・バニヤンを採用し、2003年には元CNNアンカーのレオン・ハリスがアンカーとして加わった。2004年、バニヤンの元アンカーデスクパートナーであるゴードン・ピーターソンを雇用し、18:00のニュース番組のアンカーとして2人を再会させた。こうした人事異動と、WUSAの最近の視聴率問題が相まって、視聴率の再上昇につながった。2010年5月の総括では、17:00の合計視聴者数と、25～54歳のデモでも1位になった。
2008年12月8日に高解像度でローカルニュース番組の放送を開始したワシントンD.C.市場で（WUSAに次ぐ）2番目のテレビ局となった。このアップグレードには、新しいオンエアグラフィックパッケージの導入と、高解像度での視聴品質を向上させるためにニュースデスクに加えられた小さな変更が含まれている。WJLA-TVのニュース番組のフィールドリポートとプロモーションは、2013年3月末まで標準画質で放送され続けたが、同年3月末には、フィールドショットや一部のニュースプロモーション用にHDフィールドカメラにアップグレードされた。
2009年1月23日、財政上の制約により数人の放送リポーターを含む26人のスタッフを解雇した。解雇されたリポーターには、アンドレア・マッカレン（Andrea McCarren）、サラ・C・リー、アリサ・パレンティ（Alisa Parenti）、エミリー・シュミット（Emily Schmidt）、ジェニファー・ドネラン（Jennifer Donelan）、週末スポーツアンカーのグレッグ・トーランド（Greg Toland）が含まれていた。解雇の殆どは直ちに発効したが、一部の解雇は契約の履行を許可された。また、残りのスタッフ全員の給与を4.9％削減し、401(k)退職金制度への企業拠出を停止すると発表した。
買収後、シンクレアの歴史的な右翼的傾向がWJLA-TVの報道にどのような影響を及ぼす可能性があるかという懸念が浮上し始めた。シンクレアがWJLAを引き継いだ後、同社のワシントン支局からの記事と共に、幹部のマーク・E・ハイマンによる保守的な解説を放送し始めたが、その内容は全てオバマ政権を批判していた。また、保守系の「ワシントン・タイムズ」と提携し、毎週の「ゴールデン・ハンマー（Golden Hammer）」賞を特集し、「政府の浪費、詐欺、濫用の最も酷い例」をニュース番組のコーナーとして取り上げた。WJLA-TVのスタッフは、ワシントンD.C.の放送局が連邦政府を批判する内容を放送するのは不適切であると感じた。ある従業員は「ワシントン・ポスト」に対し、こうした変更により、WJLAは「何年もかけて人々と築いてきた信頼を失うかもしれない。我々は人々に、『私たちは茶会を楽しみにしている』ではなく、『私たちはあなたたちと同じである』と言ってきた」と語った。
2021年1月18日にシンクレア放送局向けのシンジケートニュース番組『ザ・ナショナル・デスク』の制作を開始した。ローカルでは、WJLA 24/7 Newsで放送され、WIAV-CD 58.2で無線で利用できる。

#### 注目の現在の放送スタッフ
- リサ・フレッチャー（英語版） - 調査担当リポーター
- ベロニカ・ジョンソン（英語版） - 主任気象学者

#### 著名な過去の放送スタッフ
- ポール・ベリー（英語版）（1999年5月に退職）
- ティム・ブラント（英語版）（契約更新されず2015年5月に退局）
- パメラ・ブラウン（英語版）
- モーリーン・バニヤン（英語版）（2017年1月に退局）
- ナンシー・チェン（英語版）
- キャロル・コステロ（英語版）
- チャールズ・ギブソン（後にABCニュース）
- ケンディス・ギブソン （英語版）
- マイク・ハンブリック（英語版）
- レオン・ハリス（英語版）（2016年10月に退局）
- エリン・ホークスワース（英語版）
- フランク・ヘルツォーク（英語版）（ワシントン・レッドスキンズの長年のラジオ実況ブロードキャスターでもあり、後にWTOP-AM（英語版）に加入、引退）
- ダグ・ヒル（英語版）（AMSの承認印） - 主任気象学者（2021年11月23日に死去）[25]
- メーガン・ケリー
- ケビン・カイリー（英語版）
- スーザン・キング（英語版）
- キャスリーン・マシューズ（英語版）
- アンドレア・マッカレン（英語版）
- ブリット・マクヘンリー（英語版）（2017年4月26日までESPN）
- ダグ・マッケルウェイ（英語版）
- マイク・パトリック（英語版）（WJLAの元スポーツキャスター兼スポーツディレクター、ESPNとレイコム・スポーツ（英語版）の元実況アナウンサー、引退）
- ゴードン・ピーターソン（英語版）（2014年12月引退、『インサイド・ワシントン（英語版）』のホストも務める）
- ボブ・ライアン（英語版） - 気象学者（2013年5月に退職）
- デイビッド・シューメイシャー（英語版）（1988年退職）
- アリソン・スターリング（英語版） - アンカー（2023年11月に退職[26][27]）
- ロリ・ストークス（英語版）（最近までWNYW、2022年9月30日に退職）
- ジョー・ウィッテ（英語版）

## 技術情報

### サブチャンネル
信号は多重化されている。
| チャンネル | 解像度 | アスペクト比 | ショートネーム | 番組編成              |
| ---------- | ------ | ------------ | -------------- | --------------------- |
| 7.1        | 720p   | 16:9         | WJLA           | メインWJLA-TV番組/ABC |
| 7.2        | 480i   | 16:9         | Charge!        | チャージ!             |
| 7.3        | 480i   | 16:9         | Comet          | コメット              |
| 7.4        | 480i   | 16:9         | TBD            | TBD                   |
| 32.1       | 1080i  | 16:9         | WHUT           | PBS（WHUT-TV）        |
| 32.2       | 480i   | 16:9         | PBSKids        | PBS Kids（WHUT-DT2）  |

### アナログからデジタルへの変換
WJLA-TVは、連邦政府の命令によりアメリカのフルパワーテレビ局がアナログ放送からデジタル放送に移行した公式の日付である2009年6月12日、VHFチャンネル7経由のアナログ信号を停止した。デジタル信号は、移行後の運用のために、移行前のUHFチャンネル39からVHFチャンネル7に再配置された。視聴者の90%はケーブルまたは衛星経由でWJLA-TVの信号を受信していたが、無線視聴者の多くは最終移行後に問題が発生した。再スキャンが必要なものもあれば、VHFアンテナが必要なものもあった。2009年8月29日に、実効輻射電力（ERP）を52 kWに増加するための特別認可をFCCに申請した。電力増強は同年9月18日に施行された。WJLA-TVは既に30 kWのERPを実行していたが、これはその地域の他の3つのVHF局、WUSA（12.6 kW）、WBAL-TV（5 kW）、WJZ-TV（28.8 kW）（移行後の電力レベル）よりも高かった。